# Monjo
|  | Per a altres significats, vegeu «Monjo (desambiguació)». |

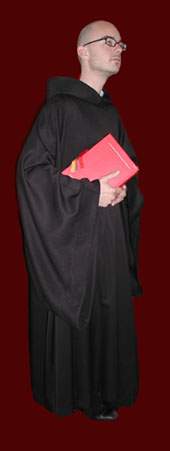
Un monjo

Un monjo o monge i una monja és una persona consagrada a la religió. En el cristianisme sol anar associat ha fet vots solemnes i públics de castedat, obediència i pobresa, a més d'altres que pot demanar cada orde monàstic. A diferència del capellà i d'altres membres del clergat, viu en comunitat a un monestir o abadia seguint la regla del seu orde. Treballa al mateix monestir, tot i que hi ha ordes monàstics que fan activitats missioneres i d'apostolat i treballen amb els habitants de ciutats o zones de religió no cristiana. Els monjos més coneguts històricament han estat els benedictins, cistercencs i cartoixans. Els monjos depenen del seu superior (prior o abat) per al dia a dia i no del bisbe, ja que els monestirs solen ésser autònoms. En els ordes monàstics femenins, però, la superior de la comunitat sol tenir una dependència d'un superior d'un monestir masculí del mateix orde, que té la direcció espiritual de la comunitat femenina, o del bisbe. Només el Papa pot aprovar o dissoldre els diferents ordes, segons l'estil de vida proposat s'adigui o no amb la teologia oficial, l'esperit de la regla original i les necessitats de l'Església.